# Nefrusobek in grovacca (14475)
Il busto di Nefrusobek (14475) in grovacca era un'antica statua egizia, oggi perduta, raffigurante la regina Nefrusobek della XII dinastia (ca. 1800 a.C.).

## Storia
Il busto, dal viso intatto (a eccezione del naso e del labbro superiore), è l'unica rappresentazione conosciuta del volto della sovrana. Era conservato all'Ägyptisches Museum und Papyrussammlung, il Museo egizio di Berlino, ma andò perduto durante la seconda guerra mondiale. Il reperto era stato acquisito nel 1899 e classificato con il numero d'inventario 14475. L'identità della donna ritratta rimase a lungo dubbia, dal momento che il reperto non recava iscrizioni, ma nel 1988 l'egittologa Biri Fay ha proposto l'identificazione con Nefrusobek, che regnò per quattro anni (1806 - 1802 a.C.; 1797 - 1793 a.C. oppure 1795 - 1790 a.C.) come faraone dopo la morte del fratello Amenemhat IV

## Descrizione
Il busto, scolpito nella grovacca, era alto 14 cm. Il viso della donna presentava i chiari segni dell'età, ed è perciò da ascrivere cronologicamente al tardo Medio Regno, epoca in cui la scultura non rappresentava più le persone sempre idealmente giovani, contrariamente agli stilemi degli altri periodi della storia egiziana. Oggi il busto è visibile solo grazie a fotografie d'epoca, sebbene ne siano stati realizzati, in passato, calchi in gesso.